# Чемпионат мира по автогонкам на выносливость
Чемпионат мира по автогонкам на выносливость (англ. FIA World Endurance Championship, FIA WEC) — международное спортивное соревнование, организованное Западным автомобильным клубом и санкционированное Международной автомобильной федерацией. Чемпионат стал преемником Межконтинентального кубка Ле-Мана, проводимого в 2010−11 годах, и первым мировым чемпионатом по автогонкам на выносливость после упразднения в 1992 году чемпионата мира по гонкам на спорткарах. Название World Endurance Championship использовалось ФИА в 1981−85 года.
Отличительной особенностью чемпионата является его проведение сразу в двух классах: одном классе спортпрототипов и одном классе автомобилей Gran Turismo. Чемпионский титул разыгрывается среди заводских команд спортпрототипов и автомобилей Gran Turismo, а также их гонщиков; среди остальных команд и гонщиков разыгрываются кубки и трофеи.

## Формат
Чемпионат мира по автогонкам на выносливость в целом унаследовал формат Межконтинентального кубка Ле-Мана. Он состоит из восьми гонок, проводимых по всему миру, включая 24 часа Ле-Мана, продолжительностью не менее 6 часов. Календарь включает три гонки в Европе, две в Америке и три в Азии. Соревнования проводятся в двух классах автомобилей: классе гиперкаров и классе автомобилей Gran Turismo (LMGT3).
Разыгрываются следующие титулы на основании набранных в ходе сезона очков:
- чемпионат в классе гиперкаров в личном зачёте и зачёте автопроизводителей;
- чемпионат мира в категории Gran Turismo в личном зачёте и зачёте автопроизводителей.

В чемпионате используется система начисления очков, аналогичная применяемой в других гоночных серия под эгидой FIA. В шестичасовых гонках очки начисляются за первые десять мест по схеме 25-18-15-12-10-8-6-4-2-1. За 11-е место и ниже начисляется 0,5 очка, за победу в квалификации — 1 очко. Применяются коэффициенты в зависимости от продолжительности гонки. За 8-часовые гонки очки начисляются в полуторном размере, за 24-часовую гонку в Ле-Мане — в двойном размере.
До 2021 года старшим классом был класс прототипов Ле-Мана LMP1, которому на смену пришёл класс гиперкаров.

## Гонки, присутствующие в календаре
| Название               | Трасса         |
| ---------------------- | -------------- |
| 1812 км Катара         | Лусаил         |
| 6 часов Имолы          | Имола          |
| 24 часа Ле-Мана        | Сарта          |
| 6 часов Спа            | Спа-Франкоршам |
| 6 часов Сан-Паулу      | Интерлагос     |
| Ле-Ман Одинокой Звезды | Трасса Америк  |
| 6 Часов Фудзи          | Фудзи Спидвей  |
| 8 часов Бахрейна       | Сахир          |

## Гонки, ранее присутствовавшие в календаре
| Название              | Трасса                          |
| --------------------- | ------------------------------- |
| 12 часов Себринга     | Себринг                         |
| 6 часов Нюрбургринга  | Нюрбургринг                     |
| 6 часов Мехико        | Автодром имени братьев Родригес |
| 6 часов Сильверстоуна | Сильверстоун                    |
| 6 часов Шанхая        | Шанхай                          |
| 4 часа Сильверстоуна  | Сильверстоун                    |
| 4 часа Шанхая         | Шанхай                          |
| 6 часов Бахрейна      | Сахир                           |